# 楽器法
楽器法（がっきほう、英語：instrumentation）とは、あらゆる楽器の奏法に関する知識である。
楽器法とは管弦楽法にいたる前の知識の段階にあたり、今日ではクラシック音楽の時代のような単なる音域の確認や強さの加減の認識にとどまらない。現代音楽では特にヴァイオリンやピアノは究極の領域にまで発達した為、その特殊機能は普遍的に通用する時代になる一方で、ゲーム機や組み込みシステムのように極端に音色や同時発音数が制限される環境を考慮することは、今日作曲を学ぶ者は特に必修の技術になってきた。
最初に音域(音高)並びに個人差がかかわる極限音域やポジションの幅、トレモロやトリルなどの可能性、次に管楽器などの音の長さ(音長)の可能性だがこれにも個人差を考慮されるべきであり、循環呼吸や一部の重音奏法などの場合は本当の専門家のみに限られる。3番目に音の強さ(強弱)の度合いを知り、4番目に音色をマスターするが、これには必ず個々による多数の特殊奏法の可能性の知識やその個人差が入ってくる。さらにバラメーターの理論に従えば第5番目に楽器の移動の可能性や奏する場所の問題などが加わってくる。また音響学の習得もこの場合は密接に関係してくる｡
最後にこれら各パラメーターの組み合わせの多様さと限界も楽器法においては習得する技術の一つである｡例えば、ヴァイオリンのピチカートは二点ハ音でメッツォフォルテではどれぐらいの音が伸びるのか、強弱の限界、またa弦d弦g弦による音色の違いと同じく強さ・音の伸びもなどについてもそれぞれ知らなければならない。その他木管楽器においては重音の場合、楽器のスタイルやメーカー・奏者・または奏者のその日の調子などによって出るときと出ないときがあること、更に出るときでも重音の構成法や強弱法に常に違いがあることなども頭に入れておくべき楽器法の概念の重要な一つである。